# Ptolemeusz Keraunos
Ptolemeusz Keraunos (Piorun) (zm. 279 p.n.e.) – król Macedonii i Tracji w latach 281–279 p.n.e., najstarszy syn Ptolemeusza I Sotera, jego matką była Eurydyka, a żoną Arsinoe II.
Wydziedziczony przez ojca w 285 p.n.e., który uczynił następcą tronu jego młodszego przyrodniego brata Ptolemeusza II, a następnie wygnany z Egiptu po próbach odzyskania dziedzictwa, udał się na dwór króla trackiego Lizymacha. Został przyjęty gościnnie, ale nie uzyskał pomocy w odzyskaniu tronu faraonów. Po zamordowaniu, na zlecenie żony króla Lizymacha Arsinoe II, macedońskiego następcy tronu Agatoklesa, objął dowództwo trackiej armii. Ale niedługo potem uciekł – wraz z wdową po Agatoklesie, a swoją siostrą Lizandrą – do Seleukosa I Nikatora. Po śmierci Lizymacha w bitwie pod Kuropedion w 281 p.n.e. i Selukosa, jego zwycięzcy, którego Keraunos sam uśmiercił późnym latem tego samego roku, koronował się na króla Macedonii i Tracji. Poślubił wtedy Arsinoe II. Ta jednak, po zamordowaniu przez Keraunosa jej dwóch synów z małżeństwa z Lizymachem, uciekła do Ptolemeusza II do Egiptu.
W 279 p.n.e. Keraunos wyruszył z niewielką armią przeciwko Celtom i Dardanom, którzy najechali Trację. Został pokonany w bitwie pod Bitolą, wzięty do niewoli, a następnie zgładzony. Tron po nim objął jego brat Meleager.